# きょうのできごと (漫画)
『きょうのできごと』は森ゆきえによる日本の漫画作品。単行本全1巻。

## ストーリー
左京が小宮に告白をしたが、「清水谷先生が好きだ」と言われ、全然、清水谷先生自体知らなかった左京が、教室で初めて清水谷先生を見て、小宮のことが嫌いになった。窓で外を眺めて泣いている左京に秀介に告白され、秀介のことが好きになり、チアリーダー部に入ろうと決意した左京…日和が現れ、野球部に入ったが後に小宮が入ってきて…

## 登場人物
西本左京（にしもと さきょう）
野球部に所属する中学2年生。ツインテール。秀介と付き合っている。ニックネームは京ちん。秀介と同じ高校を目指しているが、それだけの学力がなく、成績が悪い。
芦原秀介（あしはら しゅうすけ）
野球部に所属し、ピッチャーの中学2年生。左京の彼氏。成績がいい。
此花日和（このはな ひより）
チアリーダー部に所属する中学2年生。左京のライバル。秀介が好き。千葉ロッテマリーンズのファン。ニックネームはぴより。
小宮（こみや）
清水谷先生が好きで清水谷先生のファンクラブに入っているが、野球部に所属した。巨乳好き。男なのに女子校の高校を目指している。
清水谷先生（しみずたにせんせい）
左京たちの教師。巨乳で、いつも臍を出している。チアリーダー部顧問。ニックネームはギャル子先生。

## 掲載号
- 『りぼん』2005年夏休みびっくり大増刊号
- 『りぼんオリジナル』2005年10月号
- 『りぼんオリジナル』2005年12月号
- 『りぼん』2006年冬休みチャレンジ!大増刊号
- 『りぼんオリジナル』2006年2月号
- 『RIBONオリジナル』2006年4月号
- 『りぼん』2006年春のチャレンジ!大増刊号
- 『RIBONオリジナル』2006年6月号
- 『りぼん』2006年夏休み超びっくり大増刊号
- 『りぼん』2007年お正月超びっくり大増刊号

## 書誌情報
- 森ゆきえ 『きょうのできごと』 集英社 〈りぼんマスコットコミックス〉 全1巻
  - 2007年8月発行、ISBN 978-4-08-856764-8
    - カムカムエブリ（『りぼん』2003年夏休みびっくり大増刊号 - 2005年冬休みびっくり大増刊号）